# Hochschlitz (Adelsgeschlecht)

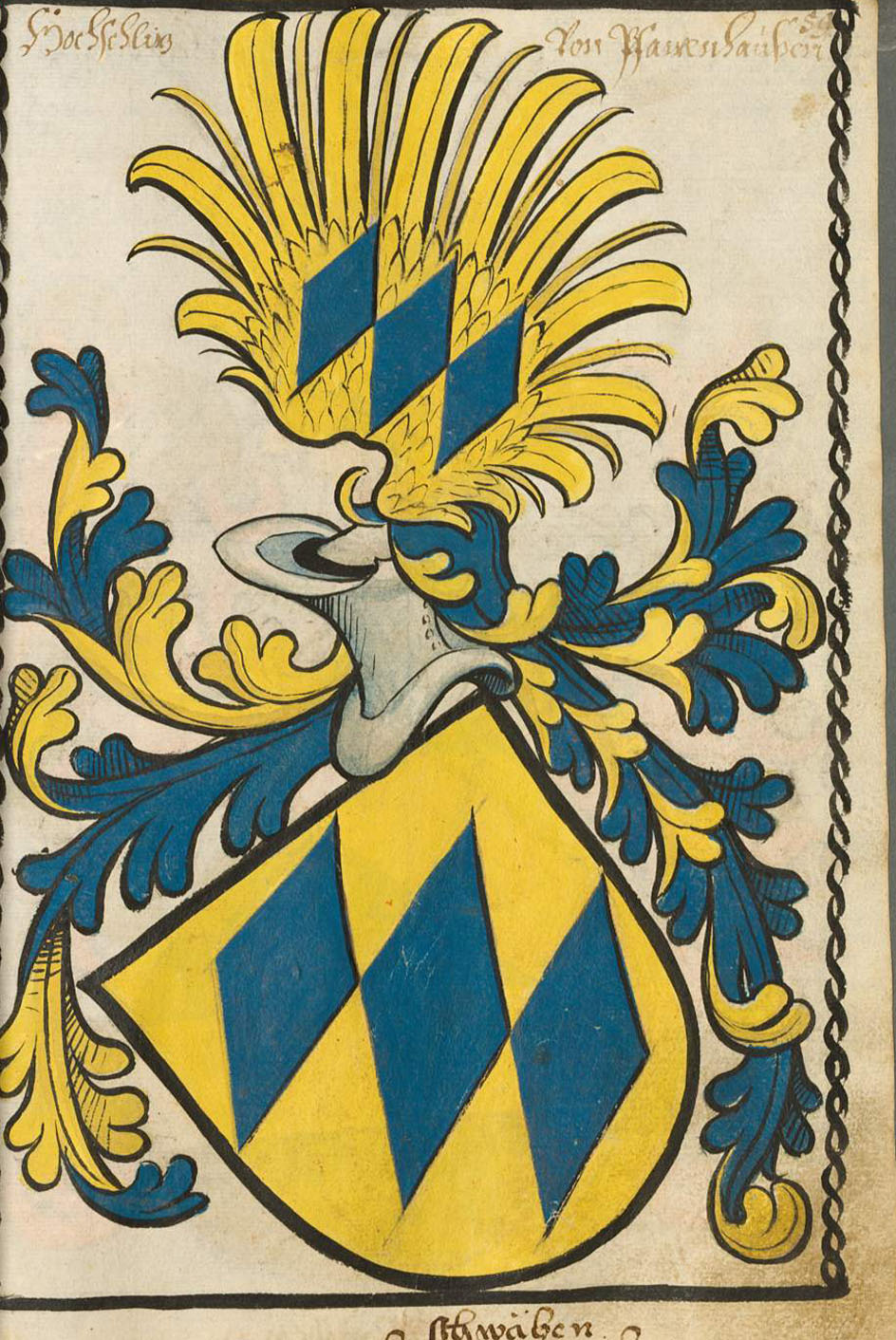
Wappen der Hochschlitz von Pfauhausen, nach Scheibler

Die Familie Hochschlitz von Hausen ist ein altes schwäbisches Rittergeschlecht.

## Geschichte
Die Familie Hochschlitz von Hausen war ein altes schwäbisches Rittergeschlecht (siehe auch Liste schwäbischer Adelsgeschlechter), das von 1241 bis 1445 urkundlich belegt ist. Namensgebender Stammsitz ist die ehemalige Burg im vormaligen Dorf Pfauhausen, heute Ortsteil von Wernau. Laut einer Urkunde aus dem Jahre 1261 waren die Herren von Hausen ursprünglich Lehensleute der Edelfreien von Steußlingen, aus deren Geschlecht die Erzbischöfe Anno II. von Köln († 1075) und Werner von Magdeburg († 1078) und im 12. Jahrhundert der Bischof von Münster Werner von Steußlingen stammten. Des Weiteren traten als ihre Lehensherren ein Berthold von Mühlhausen, die Grafen von Helfenstein und die Grafen von Hohenberg, sowie im 14. Jahrhundert die Herzöge von Österreich auf.
Im Bereich des Versorgungshofs der Esslinger Königspfalz, der Krongut war und sich im Umfeld des späteren Dominikanerklosters (heute Münster St. Paul) befand, hatten sie ein Mühle und das Mühlenrecht inne, ehe sie diese seit 1324 nach und nach an das Katharinenhospital veräußerten.

### Die Ritter von Hausen
Im Jahre 1268 wird in einer Urkunde Herzog Ludwigs I. von Teck, die die Schlichtung eines Erbenstreits um einen halben Hof in Bodelshofen bezeugt, der dortige Nachlass eines Ritters Konrad von Hausen (Cv̊nradi militis de Hvsen) erwähnt. Im Gegensatz zu den beiden anderen Ortsteilen von Wendlingen, die ehemalige Stadt und Unterboihingen, die zum Stammsitz der Grafen von Aichelberg gehörten, war Bodelshofen seit ehedem ein Gut, das tecksche Gefolgsleute besaßen. Derselbe Konrad von Hausen (Cůnrado milite in Hvsen) ist bereits im Jahr 1242 in einer Lehensurkunde des Konvents der Chorherren vom heiligen Grab zu Denkendorf mit einem Hof in Sirnau erwähnt, den ein Esslinger Bürger für ihn bewirtschaftet. Schon im Jahre 1232 bezeugen ein Cunrad und Anselm von Hausen (Husin) im Gefolge des Herzogs Konrad von Teck die Beilegung eine Streites um ein Gut in Fuhlisbach (Gut Niederfühlisbach, Gemeinde Bezgenriet). Jener Anselm von Hausen taucht nochmals im Jahre 1259 neben dem Augsburger Archidiakon Hildebrand von Rechberg als Zeuge einer Schenkung an das Kloster Gotteszell auf.

### Genanntname Hochschlitz
Erstmalig taucht der Genanntname Hochschlitz in einer Urkunde des Klosters Heiligkreuztal aus dem Jahre 1241 auf. Hier wird in einer Reihe von Zeugen der Grafen Eberhard und Ulrich von Württemberg an dritter Stelle ein Ritter Hochschlitz (Hohslitzo milite) ohne Vornamen genannt. In einer Urkunde des Grafen Egeno von Aichelberg  von 1245 bezeugen vier Ritter aus Hausen (C. et E. milites de Hvsen et R. et W. milites ibidem) dessen Verzicht auf seine Rechte in Nassach und Erlenschwang gegenüber dem Kloster Adelberg. In dieser Auflistung werden zwei Generationen vermutet, mit C. eben jener oben genannte Konrad von Hausen, mit W. einer seiner Söhne Walter.

### Ritter Walter von Hausen genannt Hochschlitz (1261)
1261 vermacht eben dieser Ritter Walter von Hausen genannt Hochschlitz seinen von dem Herrn von Steußlingen lehenbaren Weinberg zu Mettingen dem Kloster Pfullingen. In einer späteren Urkunde aus dem Jahr 1269 wird er in Esslingen als helfensteinischer Lehensmann der Olventenmühle beim Miselbrunnen, außerhalb der Stadtmauern in Richtung Mettingen gelegen, genannt. Wiederum in einer Urkunde, ausgestellt in Esslingen im Jahr 1279, sind vier Brüder als Söhne eines Ritters Hochschlitz (Hoslize) belegt, die ihre Mühle vor den Mauern des Agnesfriedhofs an einen Esslinger Bürger verkaufen.

### Pfauhausen (1274)
Der näher bezeichnende Ortsname Pfau-hausen taucht erstmalig geschrieben als pawenhusen in einer Schenkungsurkunde an das Kloster Kirchheim aus dem Jahre 1274 auf. Dieser Name leitet sich von einer Bürgerfamilie ab, die seit 1275 in Esslingen nachweisbar ist und zu deren Besitz das zwischen Hausen und Deizisau gelegene sogenannte "Pfauengereut" gehörte. "Aus dem Namen darf man schließen, dass sie von Pfauhausen in die Stadt gekommen sind, so dass es wohl möglich ist, dass sie Nachkommen der ritterlichen Familie Hochschlitz sind." Die Pfau hatten Besitz in Baltmannsweiler, den sie aber aus Not im Jahre 1299 verkaufen mussten. In Esslingen hatten sie einen Kramladen und auch ein Haus in der Nähe von St. Klara.

### Ministeriale der Herzöge von Teck
Der erstgenannte von ihnen, Wolfram von Hochschlitz, findet man 1289 in Kirchheim unter Teck als teckschen Ministerialen.
Die Hochschlitz waren unter anderem in Esslingen, Pfauhausen, Steinbach, Bodelshofen und Hegenlohe begütert, wo ein Mitglied der Familie das tecksche Vogtamt innehatte. Im Jahre 1290 bezeugte ein »advocatus de Haeginloch« eine Urkunde.

### Lehensleute der Grafen von Württemberg
Und 1344 empfing von den Grafen Eberhard und Ulrich von Württemberg ein „Hochschlitz von Pfawhusen, der zu Grüningen sitzet, ze Lehen das Zwölftheil des Zehenden ze Bissingen am kleinen und großen Zehend“; ebenso war dieser in Heutingsheim begütert.

### Domkapitel Augsburg
Wie die verwandten Geschlechter der Herren von Tumnau, Neidlingen, Lichteneck und Randeck stellten die Familie von Hochschlitz mehrere Mitglieder des Augsburger Domkapitels, der bedeutendste unter ihnen war Bischof Walther II. von Hochschlitz.

### Verbindung zu anderen Rittergeschlechtern
Durch Heirat war die Familie unter anderem mit den Herren von Randeck, den Herren von Wernau, den Bombast von Hohenheim, den Schwelher von Tachenhausen sowie den Woellwarth verwandt. Durch diese Verbindung erwarben die Herren von Wernau Besitzungen in Pfauhausen und Steinbach.

## Wappen

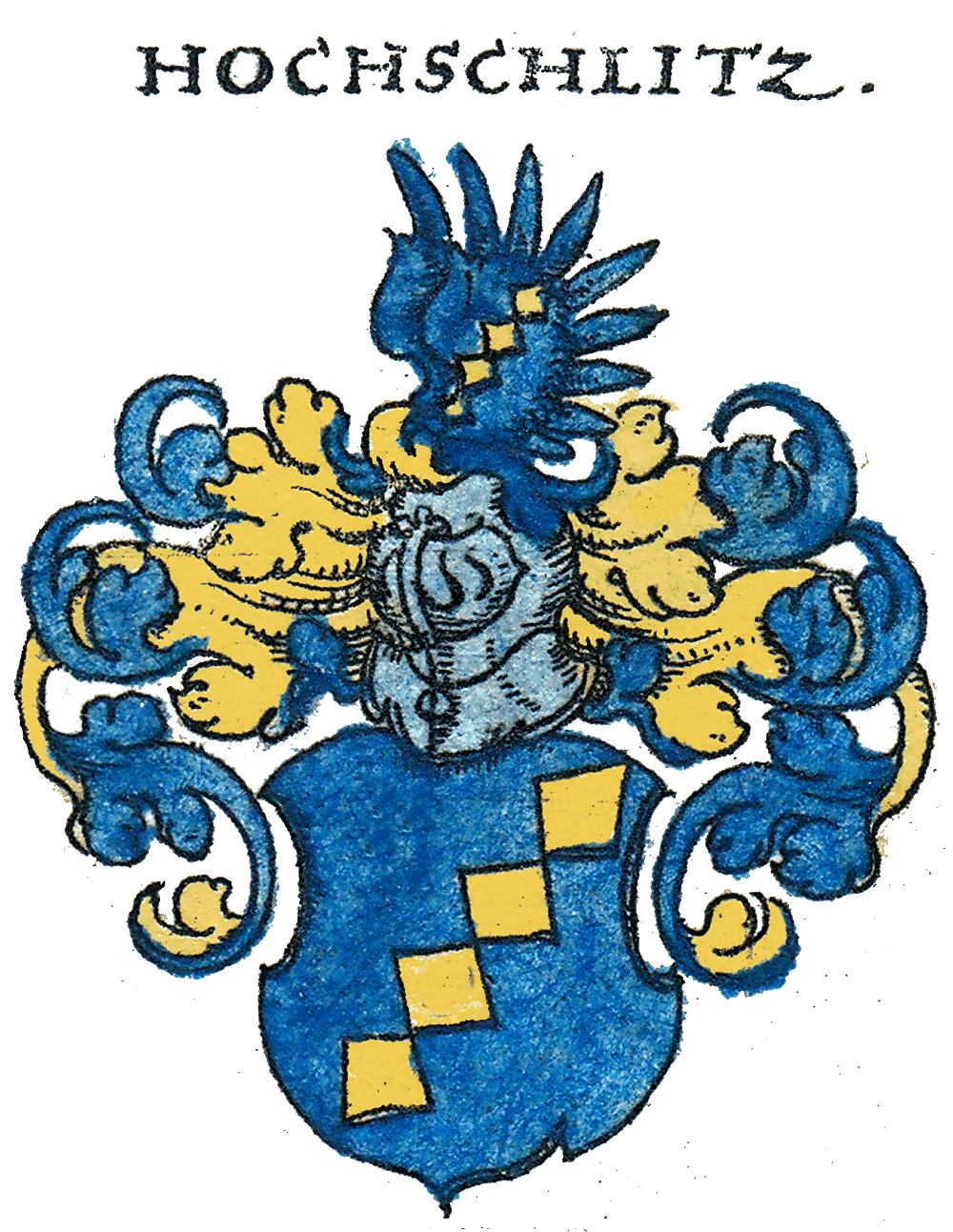
Wappen der Hochschlitz mit alternativer Tingierung

### Wappen nach Scheibler
Die Hochschlitz von Hausen waren Ministeriale der Herzöge von Teck. Eine Verbindung der drei blaue Rauten auf goldenem Grund mit den „teckschen Wecken“ ist jedoch umstritten.

### Siegel von 1279
Eine frühe Darstellung des Wappens findet sich im Siegel an der Urkunde von 1279 (2. von links).

### Alternative Tingierung
Eine alternative Tingierung zeigt das Wappen mit goldenen Wecken in Blau.

### Wappengenossen Truchseß von Stetten im Remstal
Die Truchseß von Stetten sind Wappengenossen der Hochschlitz von Hausen.

### Heraldischer Kontext
Es besteht eine heraldische Ähnlichkeit zum Wappen der Dersch, einem nordhessisch-westfälischen Adelsgeschlechts, die ursprünglich kurmainzische Burgmannen auf der Burg Battenberg und der Burg Mellnau waren sowie den Knoblauch zu Hatzbach. Verbindungen lassen sich jedoch nicht belegen.
Zahlreich treten Wappen mit den drei schräggestellten Rauten in der Nachfolge der Herren von Nister im Westerwald auf sowie im Umfeld des Königshofs in Haiger, die sogenannten „Drei-Rauten-Männer“ (von Selbach, von Gebhardshain, von Nister, von Bicken 1347).

## Bekannte Familienangehörige
- Walter von Hausen genannt Hochschlitz (Walterus miles de Husen dictus Hochsliz), Ritter, Lehensmann der Grafen von Helfenstein, 1261 erstmals in Esslingen urkundlich erwähnt.
- Wolfram Hochschlitz (Wolframus dictus Hohsliz) wird 1289 in Kirchheim unter Teck als Ministeriale[26] und in einer Urkunde vom 8. April 1293 als Bürgermeister in Esslingen genannt[27]. In der Urkunde vom 1. Mai 1299 über den Verkauf Steinbachs und des Freitagshofs an das Kloster Salmansweiler[28] ist  Wolfram (Wolframmo dicto Hohschlizze militibus) einer der Zeugen im Gefolge Herzog Hermanns I. von Teck  und wird im Jahre 1306 als Patronatsherr der Kirche zu Pfauhausen genannt[29]. In einem Schuldbrief König Friedrichs des Schönen und Herzog Leopold I. an Graf Eberhard I. von Württemberg, ausgestellt auf dem Felde bei Irsingen 1315 ist Wolfram Hochschlitz im Gefolge der Habsburger an 29. Stelle als einer von insgesamt 38 Bürgen benannt[30]. 1299 ist erstmals ein Wolfram Pfau in Esslingen erwähnt, von dessen  Beinamen der Name „Pfau-“hausen nach dem dortigen Pfauengereut abgeleitet ist[31].
- Johannes I. von Hochschlitz, 31. Abt des Klosters St. Mang in Füssen (1347–1366)[32]
- Heinrich Hochschlitz von Hausen, Augsburger Domherr, Mitinhaber der Herrschaft Mindelheim[33], im Tausch dieser Herrschaft 1370 durch Herzog Friedrich III. von Teck und seine Frau Anna, geb. von Helfenstein mit Burg und Städtlein Gutenberg belehnt[34], ebenso mit dem teckischen Fronhof in Owen.
- Fritz Hochschlitz von Hausen[35], Edelknecht derer von Teck , Vogt zu Hegenlohe , urk . 1324–1345[36], in erster Ehe verheiratet mit Agnes von Randeck, Schwester des Marquard I von Randeck, Vater von Bischof Walter und Anna; die Tochter Agnes stammt aus zweiter Ehe mit einer von Stöffeln[37].
- Walter II. Hochschlitz von Hausen (* um 1320; † 4. Oktober 1369 in Mindelheim[38]) war von 1354 bis 1362 Reichsvikar in Pisa und Lucca, Rat Karls IV. sowie Bischof von Augsburg in den Jahren 1365 bis 1369.
- Anna Hochschlitz von Hausen; († nach 1418)[39], die Grabplatte ihres Mannes Ulrich Swelher von Wielandstein († nach 1367), auf der links unten das Wappen der Hochschlitz von Hausen dargestellt ist, wurde 2018 bei Bauarbeiten in der Marienkirche zu Owen entdeckt.[40][41] Sie ist die mutmaßliche Urgroßmutter der Ursula von Rosenfeld[42], an deren Grabtumba in der ehemaligen Schloss- und Stiftskirche St. Michael  zu Pforzheim seitlich ebenfalls das Wappen dargestellt ist[43] (2. von rechts)[44].
- Agnes Hochschlitz von Hausen, Halbschwester Walters II., Nonne im Kloster Weil[45]
- Georg von Hochschlitz, Domherr zu Augsburg, 1367 von Walther II. zum Subkollektor ernannt[46], Kanonikus des Domstiftes von 1376(?)-1396
- Wolf Hochschlitz von Pfauhausen, Ritter, im Reichskrieg gegen den Schwäbischen Städtebund im Gefolge des Grafen Ulrich von Württemberg am 14. Mai 1377 in der Schlacht bei Reutlingen gefallen[47].
- Friedrich von Hochschlitz († 7. Mai 1406), Domherr zu Augsburg, sein Epitaph ist im Westflügel des Kreuzgangs im Dom zu Augsburg erhalten.
- Johann von Hochschlitz, 1409 als Landkomtur der Deutschordensballei an der Etsch und im Gebirge belegt[48], in der Wappengalerie der Statthalter und Landkomture der Ballei an der Etsch und im Gebirge im Wappensaal der Kommende Lengmoos  ist er mit der Jahreszahl 1405 aber anderem Wappen aufgeführt[49].
- Ulrich von Hochschlitz, 1445 als Pfleger des Klosters Salmansweiler in einer Streitsache mit dem Dominikanerinnenkloster Kirchheim[50] urkundlich erwähnt[51].

## Grabplatten
Im Augsburger Dom sind drei Grabplatten erhalten, die alle dem gleichen Meister zugeschrieben werden. Die Walters II. aus Rotmarmor befindet sich heute im nördlichen Querschiff, die des Domherren Friedrich aus Grüntener Stein im barocken Teil des Westflügels des Domkreuzgangs an der Ostwand, eine weitere, sehr stark abgetretene, die Georg von Hochschlitz zugeschrieben wird, im Estrich des Barockteils.

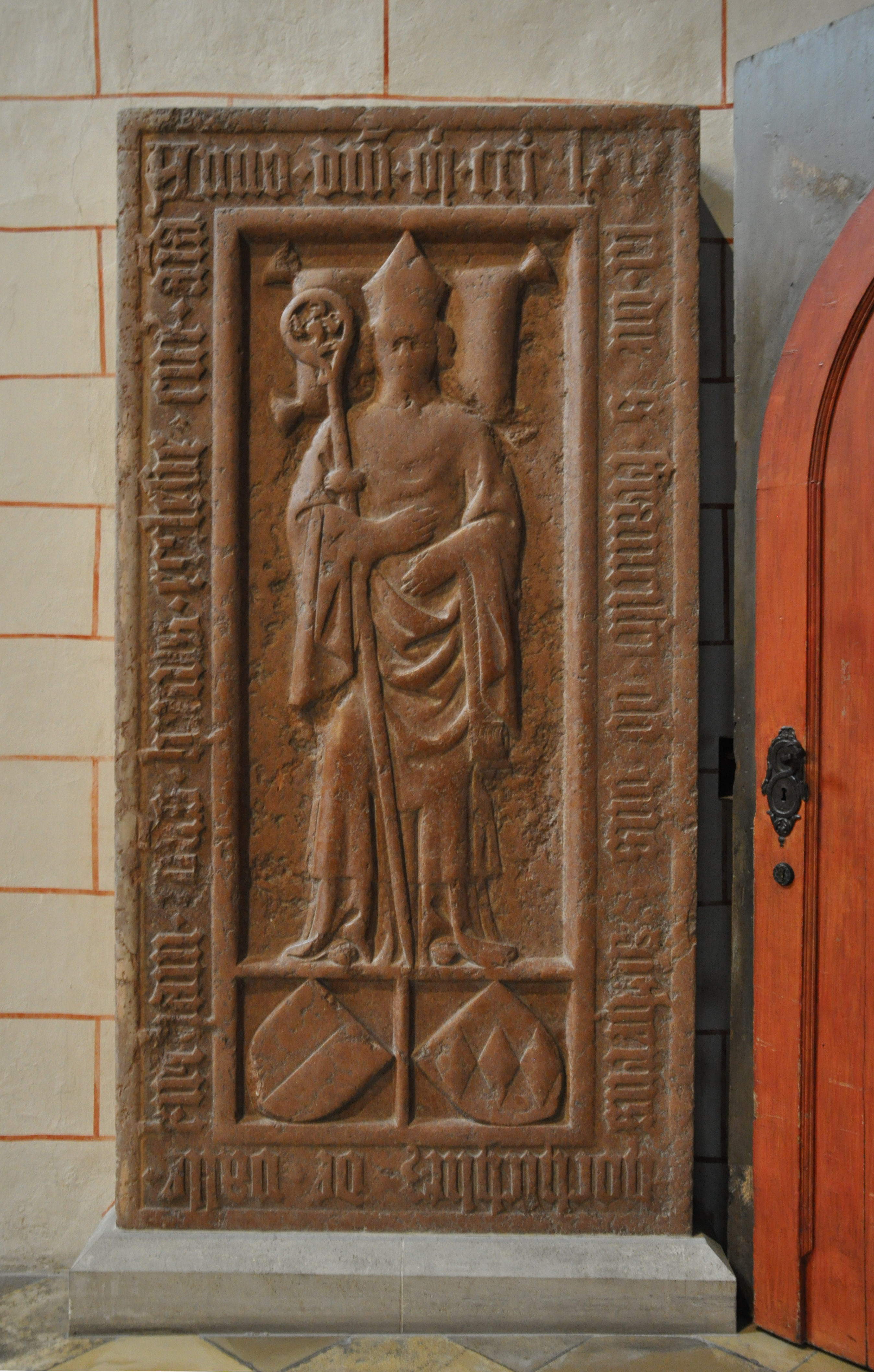
Epitaph des Bischofs Walter II. von Hochschlitz im Dom zu Augsburg
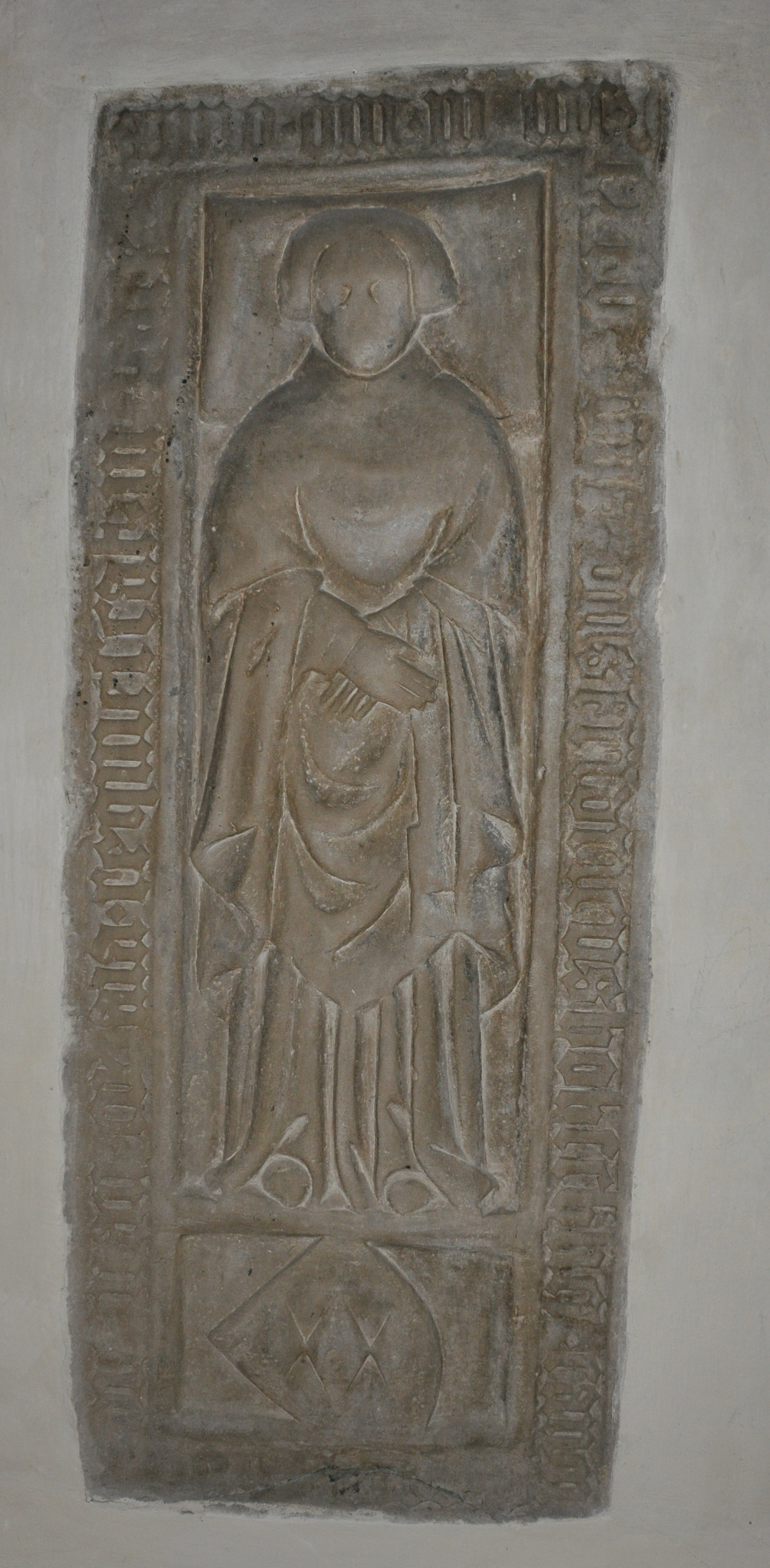
Epitaph Friedrichs von Hochschlitz im Domkreuzgang zu Augsburg

In der ehemaligen Mauritiuskapelle in der Kirche des Klosters Lorch ist die Grabplatte eines Mitglieds der Familie von Woellwarth erhalten, die das Wappen der Hochschlitz trägt.
- das Georg V. von Woellwarth zugeschriebene Epitaph, welcher mit einer Anna von Hochschlitz († 1409) verheiratet war[54], zeigt links deren Wappen.

|  |  |

Eine weitere liegende Grabplatte, die dem Georg III. „dem Jüngeren“ von Woellwarth zugeordnet wird, zeigt unter dem seinen das Wappen seiner Ehefrau Gute von Stetten.